# Kościół św. Wawrzyńca w Bysławku
Kościół świętego Wawrzyńca w Bysławku – świątynia będąca częścią dawnego klasztoru benedyktynek. Obecnie znajduje się przy nim Dom Formacyjny Diecezji Pelplińskiej. Obiekt znajduje się na terenie parafii w Bysławiu.
Kościół powstał na początku XVII wieku. Do 1836 roku był własnością sióstr benedyktynek. W latach 1852–1939 w klasztorze przebywały siostry szarytki.
Zespół klasztorny obejmuje kościół razem z klasztorem, tworzące jeden budynek usytuowany szczytem do drogi. Całość znajduje się na prostokątnej parceli oddzielonej od strony południowej murem, w którym jest umieszczona brama flankowana. Obiekt został wzniesiony na planie wydłużonego prostokąta ze świątynią w części południowej z jednoprzęsłowym prezbiterium, formą zbliżoną do kwadratu, z zakrystią od strony zachodniej oraz kaplicą Matki Bożej od strony wschodniej. Korpus kościoła jest trzynawowy z nawą główną nieco szerszą niż prezbiterium oraz emporami łączącymi się z emporą korpusu. Wieża przylega do elewacji południowej i znajduje się w niej obszerna kruchta rozpościerająca się do nawy głównej
Wyposażenie kościoła pochodzi z różnych okresów. Ołtarz główny w stylu neoromański powstał zapewne w III ćwierci XIX wieku, natomiast cztery ołtarze boczne reprezentują style: wczesnobarokowo – manierystyczny z XVIII w. oraz rokokowy z II połowy XVIII wieku. Polichromia w stylu rokokowo-klasycystycznym pochodzi z około 1820 roku i przemalowano ją na początku XX wieku.